# Karol – Ein Mann, der Papst wurde
Der Film Karol – Ein Mann, der Papst wurde (polnisch Karol – człowiek, który został papieżem) entstand nach dem gleichnamigen Roman des Schriftstellers Gianfranco Svidercoschi und erzählt von den frühen Jahren im Leben des späteren Papstes Johannes Paul II. Thematisch reicht der Zweiteiler von seiner Studienzeit bis zu seiner Papstwahl. Die Zeit zwischen seiner Wahl zum Papst bis zu seinem Tod wird im Zweiteiler Karol – Papst und Mensch behandelt.

## Handlung

### Erster Teil
September 1939: Die deutsche Wehrmacht überfällt Polen. Der junge Karol Wojtyła studiert in Krakau Philosophie und Polnische Literatur und wirkt privat in einer Theatergruppe mit, für die er auch Dramen schreibt. Beim Einmarsch der deutschen Truppen macht er sich Sorgen um seine jüdischen Freunde. Er beschließt, sich zum Kriegsdienst zu melden; trotz seines Protestes ist auch sein Vater bereit, zur Waffe zu greifen. In der Zwischenzeit besetzt Generalgouverneur Hans Frank den Krakauer Wawel. Bei seinem Fußmarsch gemeinsam mit seinem Vater freundet Wojtyła sich mit dem kleinen Josef an, der wenig später bei einem Bombenangriff deutscher Flieger umkommt.
Auch vor seinem Geburtsort Wadowice machen, wie seine jüdische Jugendfreundin Hanna Tuszynska beobachtet, die Folgen des deutschen Angriffs nicht Halt. Die Sorge um ihre Freunde veranlasst Hanna, in Wadowice zu bleiben.
In der Zwischenzeit hat die polnische Armee eine Niederlage erlitten, nachdem auf Grund des Hitler-Stalin-Paktes Polen nun auch von sowjetischen Truppen angegriffen wurde. Wojtyła und sein Vater kehren nach Krakau zurück; mit der Gesundheit seines Vaters beginnt es bergab zu gehen. An der Universität kämpfen er und seine Kommilitonen unter Professor Wójcik für Polen. Generalgouverneur Hans Frank plant unterdessen, das kulturelle Leben in Polen lahmzulegen und deutsche Verhältnisse zu etablieren. Als Professor Wójcik protestiert, lässt Hans Frank ihn erschießen; die Professoren, die nicht erschossen werden, werden ins Lager Sachsenhausen gebracht. Im Krakauer Ghetto herrschen Krankheit und Tod. Wojtyłas Freund, Pater Tomasz Zaleski, wird zu einem Dinner bei Hans Frank geladen und ist erschüttert von der Kaltherzigkeit, die dort verbreitet wird.
Hanna erlebt erschüttert die Zerstörung der Synagoge von Wadowice mit. Kurz darauf wird auch Hannas Familie verschleppt. Ihre Fragen nach dem Sinn des ganzen Leids lassen auch Wojtyła zweifeln. Mit Hilfe von Tomasz findet Wojtyła unterdessen eine Arbeit im Steinbruch, wo er sich mit Maciej Nowak anfreundet. Die meisten seiner Freunde wollen im Kampf gegen die Deutschen zu den Waffen greifen. Wojtyła teilt die Position seines Freundes Mieczyslaw, lieber mit den Mitteln des Wortes zu kämpfen. Als der Geheimdienst ein geheimes Treffen der Theatergruppe stürmt, kann man dieses gerade noch rechtzeitig als Verlobungsfeier tarnen. Ihre Freunde Wiktor Milosz und Krystyna werden hingerichtet.
Wojtyła lernt Jan Tyranowski kennen, der ihn mit dem hl. Johannes vom Kreuz vertraut macht und ihn mahnt, dass es der falsche Weg ist, Gewalt mit weiterer Gewalt zu beantworten. Er spielt mit dem Gedanken, ins Kloster zu gehen. Nach dem Tod seines Vaters beginnt er, heimlich Theologie zu studieren. Als Wojtyła eines Tages von einem Lastwagen angefahren wird, wird er auf Veranlassung eines deutschen Offiziers ins Krankenhaus gebracht. Dieser hat innerlich mit dem NS-Regime gebrochen und wird hingerichtet. Hans Frank lässt auch Pater Tomasz Zaleski erschießen, der dem Offizier seelischen Beistand geleistet hat.
Wojtyła wird zum Priester geweiht; Hanna reagiert erschüttert darauf, dass er sich für die Kirche und gegen ihre Liebe entschieden hat. Zur gleichen Zeit vertreiben die sowjetischen Truppen die deutsche Armee aus Polen; wenig später wird Hans Frank bei den Nürnberger Prozessen hingerichtet. Julian Kordek vom sowjetischen Geheimdienst übernimmt das Kommando.

### Zweiter Teil
Als Priester in Krakau versucht Wojtyła vergeblich, die Verhaftung von Monsignore Kurowski durch den sowjetischen Geheimdienst zu verhindern.
Im Jahr 1953 trifft Wojtyła seine Jugendliebe Hanna wieder, die inzwischen geheiratet hat und ein Kind erwartet. Währenddessen wurden alle Theologischen Fakultäten im Land geschlossen und werden nun von einer neu eingerichteten Fakultät in Warschau kontrolliert. Wojtyła soll nun Ethik in der einzigen noch unabhängigen Fakultät in Lublin unterrichten. Wenig später kann er Hannas Ehemann Pawel gerade noch vor der Erschießung durch den Geheimdienst retten, nachdem dieser die Grabrede auf Josef  Stalin nicht abgedruckt hat. Der Warschauer Erzbischof Stefan Wyszyński wird unter Arrest gesetzt. Hanna und Pawel beschließen, nach Amerika zu fliehen.
Unterdessen setzt Kordek den Kunststudenten Adam Zielinski als Spitzel auf Wojtyła an. Dieser hört Wojtyłas Vorlesungen und freundet sich mit der Studentin Maria Pomarska an, die sich in ihn verliebt. In Wojtyłas Beichtstuhl installiert er eine Wanze. Wojtyła unternimmt mit den Studenten Exkursionen und sportliche Tätigkeiten. Eines Tages hilft Wojtyła dem verunsicherten arbeitenden Studenten Witold Brozek, der Wojtyła zunächst für einen Kommilitonen hält und dann überrascht reagiert, als dieser sich als sein Prüfer herausstellt und ihn die Prüfung bestehen lässt.
Eines Tages bekommt Wojtyła Besuch von Maciej Nowak, seinem Freund aus dem Steinbruch. Dieser erzählt von seiner neuen Liebe Magda sowie von seinem Widerstand gegen die Sowjets. Von Wojtyła selbst kommen jedoch keine regierungskritischen Worte, die der Geheimdienst gegen ihn verwenden könnte. Im Juni 1956 nimmt Nowak beim Arbeiteraufstand in Posen teil, der blutig niedergeschlagen wird; Magdas kleiner Sohn Piotr kommt um. Zu Marias Beruhigung kann Wojtyła herausfinden, dass ihr Vater den Aufstand überlebt hat; Witold Brozek jedoch gehört zu den Todesopfern. In Erinnerung an seine Begegnung mit Jan Tyranowski fordert Wojtyła seine Studenten auf, Gewalt nicht mit weiterer Gewalt, sondern mit Worten zu beantworten.
Unter dem neuen Parteichef Władysław Gomułka wird Stefan Wyszyński im Jahr 1956 aus dem Arrest entlassen. Im Jahr 1958 wird Wojtyła von Eugeniusz Baziak zum Bischof geweiht. Sein Freund Nowak leidet noch an den Spätfolgen seines Kampfes gegen die Sowjets. Wojtyła schafft es, sich von Kordek ein halbes Seminar zusichern zu lassen. Andererseits zeichnet sich jedoch ein Konflikt um einen Kirchenbau in Nowa Huta ab. Von Pawel erfährt Wojtyła, dass Hanna einen Sohn namens Jan geboren hat, jedoch an Lungenkrebs erkrankt ist und nur noch kurze Zeit zu leben hat.
Im Jahr 1962 nimmt Wojtyła am Zweiten Vatikanischen Konzil teil und setzt sich für eine Öffnung der Kirche zur Welt und später auch für Religionsfreiheit und den Dialog mit dem Atheismus ein. Im Jahr 1964 favorisiert die polnische Regierung Wojtyła als neuen Erzbischof von Krakau, weil er lediglich von Frieden und Liebe predigt; Kordek hält diese Kandidatenwahl jedoch für einen Fehler. Auch ein Polizeieinsatz und Kordeks Protest können die Errichtung eines Stahlkreuzes am Ort des geplanten Kirchenneubaus in Nowa Huta nicht verhindern. Pawel erfährt inzwischen erfreut, dass Hannas Tumor auf unerklärliche Weise verschwunden ist.
Adam Zielinski, der inzwischen an seiner Aufgabe zweifelt, weil er Wojtyła für einen charismatischen Menschen hält, der niemals ein regierungskritisches Wort äußert, gesteht Wojtyła, ihn bespitzelt zu haben. Wojtyła und Maria verzeihen ihm. Wenig später heiraten Adam und Maria.
Zur Wojtyłas Freude sucht ihn Jerzy Kluger, ein totgeglaubter Freund aus NS-Besatzungszeit, wieder auf. Zeitgleich bereiten Wyszyński und Wojtyła ein Dokument vor, in dem die polnischen Bischöfe Deutschland vergeben und wiederum um Vergebung für begangene Fehler des Christentums bitten.
Adam wird, als er auf einem geheimen Widerstandstreffen spricht, von den Machthabern verhaftet und gefoltert. Wojtyła fährt fort, gegen die staatlichen Repressionen zu predigen. Inzwischen erkennen auch Kordeks Vorgesetzte die möglichen Folgen, wenn Wojtyła neuer Primas von Polen werden sollte.
Im Herbst 1978 erfährt Wojtyła bestürzt, dass Papst Johannes Paul I. nach nur 33 Tagen Amtszeit gestorben ist. Im darauf folgenden Konklave entwickelt sich zunächst ein Patt zwischen den Kardinälen Giovanni Benelli und Giuseppe Siri. Kardinal Franz König schlägt Wojtyła als möglichen Kandidaten vor; dieser wird schließlich, nachdem Wyszyński mit ihm gesprochen hat, mit überwältigender Mehrheit und zur großen Freude in seinem polnischen Heimatland sowie zur großen Erschütterung Kordeks gewählt. Am Ende des Films wird in Originalbildern gezeigt, wie Karol Wojtyła sich zum ersten Mal den Menschen als neu gewählter Papst Johannes Paul II. zeigt.

## Synchronisation
Die deutsche Fassung des Films hat folgende Synchronsprecher:
| Rolle            | Darsteller      | Synchronsprecher     |
| ---------------- | --------------- | -------------------- |
| Karol Wojtyla    | Piotr Adamczyk  | Peter Flechtner      |
| Adam Zielinski   | Ken Duken       | Ken Duken            |
| Hans Frank       | Matt Craven     | Klaus-Dieter Klebsch |
| Jan Tyranowski   | Piotr Rózanski  | Eckart Dux           |
| Tomasz Zaleski   | Raoul Bova      | Stephan Schwartz     |
| Stefan Wyszyński | Lech Mackiewicz | Norbert Gescher      |

## Ausstrahlung
Die deutschsprachige Erstausstrahlung fand am 26. und 27. März 2006 zur Primetime auf RTL II statt. Den ersten Teil verfolgten 1,21 Millionen Zuschauer bei 3,3 Prozent Marktanteil. In der Gruppe der werberelevanten Zielgruppe sahen 800.000 Zuschauer zu, der Marktanteil lag bei 5,1 Prozent.

## Fortsetzung
Das Drehbuch entstand zu Lebzeiten des Papstes – selbst die Dreharbeiten begannen Anfang 2005, als Johannes Paul II. noch lebte. Unmittelbar nach dem Tod des Papstes gab Regisseur Giacomo Battiato eine Fortsetzung in Auftrag. Der Film mit dem Titel Karol – Papst und Mensch (italienisch: Karol, un Papa rimasto uomo) hatte im März 2006 seine Premiere im Vatikan und behandelt ausschließlich die Jahre seines Pontifikats.